# Geordie
 For alternative betydninger, se Geordie (flertydig). (Se også artikler, som begynder med Geordie)
Geordie er et tidligere engelsk glamrockband fra Newcastle upon Tyne, der havde deres storhedstid i 1970'erne med hits som "Don't Do That", "All Because of You", "Can You Do It", "Electric Lady" og "Goodbye Love".
Gruppen blev dannet i 1971/72 og bestod i februar 1972 af Vic Malcolm (lead guitar), Tom Hill (bas), Brian Gibson (trommer) og Brian Johnson (forsanger). Deres første sinlge "Don't Do That" nåede Top 40 på UK Singles Chart i december 1972. I marts 1973 udgav gruppen deres debutalbum Hope You Like It på EMI. Geordie konkurrerende med andre britiske glam rock-bands som Slade og Sweet (Geordie spillede opvarmning for begge grupper ved flere lejligheder), og nåede Top 10 i Storbritannien med "All Because of You" (april 1973) og fik et Top 20 hit med "Can You Do It" (juli 1973). De optrådte flere gange på BBC Television, herunder 15 gange på Top of the Pops.
Geordie andet album Don't Be Fooled by the Name (1974), leverede dog et hits for gruppen. Efter deres album Save the World i 1976 forlod forsangeren Johnson gruppen for at forfølge en solokarriere. Ved udgivelsen af albummet No Good Woman fra 1978 bestod gruppen af det oprindelige medlem Vic Malcolm, Alan Clark (keyboards, senere Dire Straits), Dave Ditchburn (forsanger), Frank Gibbon (bassist) og George Defty (trommer). Brian Johnson var i mellemtiden begyndt at optræde som Georgie med et nyt line-up, undertiden kaldet Geordie II, hvor han var det eneste originale medlem, men projektet blev opgivet, da Johnso i 1980 erstattede Bon Scott i AC/DC.
Gruppen har haft en række gendannelser over tid med skiftende medlemmer. 